# Лопан
Лопан (осет. Лопъан; груз. ლოპანი, Лопани) — село в Закавказье. Согласно юрисдикции Южной Осетии, фактически контролирующей село, расположено в Знаурском районе, согласно юрисдикции Грузии — в Карельском муниципалитете.

## География
Расположено на реке Лопанидон (Лопанисцкали) — притоке реки Пронейдон Западный (Проне Западная) на крайнем западе района

## Население
По переписи 1989 года из 140 жителей грузины составили 92 % (129 чел.), осетины — 8 % (11 чел.). Затем, после изгнания осетинского населения в начале 1990-х гг., село до войны в августе 2008 года было населено в основном только грузинами.
С конца 2010 года в село возвращаются некоторые осетинские семьи, раньше жившие в селе. 

## Полезные ископаемые
- Редкий металл Никель обнаружен в 1,5 км. Лопан, недалеко от государственной границы.

## Топографические карты
- Лист карты K-38-64 Цхинвали. Масштаб: 1 : 100 000. Состояние местности на 1987 год. Издание 1989 г.